# Cerdistus acuminatus
Cerdistus acuminatus är en tvåvingeart som beskrevs av Theodor 1980. Cerdistus acuminatus ingår i släktet Cerdistus och familjen rovflugor.
Artens utbredningsområde är Israel. Inga underarter finns listade i Catalogue of Life.